# Чика, Хавьер
Франси́ско Хавье́р «Ха́ви» Чи́ка То́ррес (исп. Francisco Javier "Javi" Chica Torres; 17 мая 1985, Барселона) — испанский футболист, игравший на позиции защитника.

## Клубная карьера
Начал свою карьеру в молодёжной команде клуба «Эспаньол». Дебют Чика состоялся 15 октября 2006 года в игре против «Вильярреала». Его дебютный год выделился двадцатью семью выступлениями. Вместе со своим клубом он прошёл весь путь до финала Кубка УЕФА, который, однако, был проигран «Севилье» (при этом Чика не играл в решающем матче).
И хоть Чика никогда не был в предыдущих сезонах бесспорным игроком стартового состава, его регулярно использовали в «Эспаньоле». В среднем за сезон он появлялся более чем в двадцати матчах, как правило, в амплуа правого или левого защитника.
В конце мая 2011 года на правах свободного агента он подписывает контракт с «Бетисом», который недавно вернулся в высший дивизион. Официальный дебют Хавьера состоялся 27 августа в победном матче против «Гранады».

## Достижения
«Эспаньол»
- Финалист Кубка УЕФА: 2006/07

Испания (до 19 лет)
- Победитель чемпионата Европы среди юношей: 2004